# Aš
Aš és un poble de la República Txeca. Es troba a la regió de Karlovy Vary. El 2021 tenia 13.105 habitants. La primera menció escrita de la vila data del 1281.